# Carrilero (fútbol)

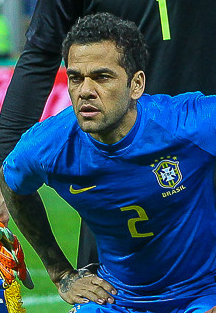
Dani Alves, futbolista brasileño que desempeñó el papel de carrilero en el FC Barcelona bajo la dirección de Pep Guardiola

En el fútbol, el término carrilero hace referencia al jugador cuya posición se encuentra en los flancos del campo, ocupando tanto cuadrantes defensivos como ofensivos. Este rol se despliega en formaciones tácticas que requieren una mayor versatilidad y movilidad en las bandas, habitualmente dentro de esquemas con tres defensas centrales. Los carrileros operan a lo largo del campo, contribuyendo en la recuperación del balón, el cierre de espacios, y la creación de oportunidades en ataque, a través de desbordes y centros al área. 

## Historia
La posición de carrilero, como rol específico en el fútbol, ha evolucionado a lo largo del tiempo, demostrando los cambios que han tenido las tácticas y estrategias dentro del futbol. El rol de carrilero no existía como tal en las primeras décadas del fútbol, ya que las formaciones más antiguas, como el 2-3-5 utilizado a finales del siglo XIX, no contemplaban la idea de un jugador que combinara funciones defensivas y ofensivas a lo largo del flanco del campo. En estas formaciones, los laterales y los extremos tenían roles bien definidos y separados. Los laterales se encargaban de las tareas defensivas y los extremos se enfocaban en el ataque, situándose cerca de la línea de banda y centrando balones hacia los delanteros.

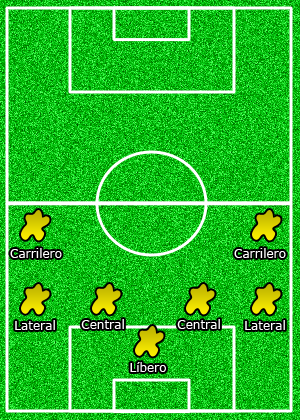
Posiciones básicas en defensa, donde se puede apreciar la posición de carrilero

El concepto de un jugador que pudiera recorrer todo el carril de banda empezó a tomar forma con la evolución de las tácticas en las décadas de 1960 y 1970. Este periodo vio la transición de formaciones más rígidas a otras más flexibles y dinámicas, donde la importancia de la versatilidad del jugador se hizo evidente. Equipos como el Inter de Milán de Helenio Herrera, famoso por su uso del Catenaccio, utilizaron una defensa de cinco jugadores en la que los laterales se proyectaban hacia adelante con mayor libertad, prefigurando el rol de carrilero. Sin embargo, en este contexto, los jugadores aún no tenían la responsabilidad de cubrir toda la banda como lo harían más adelante. El verdadero surgimiento del carrilero ocurrió cuando las formaciones con tres defensores centrales y dos laterales adelantados comenzaron a ganar popularidad. Este cambio táctico permitió que los laterales se convirtieran en carrileros, operando como defensores y extremos al mismo tiempo. Durante el mundial de 1974, equipos como los Países Bajos bajo la dirección de Rinus Michels, utilizaron el Fútbol Total, que exigía a los jugadores un nivel extraordinario de flexibilidad posicional. Aunque los carrileros en este sistema todavía no estaban definidos como lo estarían más tarde, la idea de un jugador que pudiera operar a lo largo de toda la banda se consolidó durante este período.
En las décadas de 1980 y 1990, la posición de carrilero se consolidó como un rol crucial en varias de las principales formaciones tácticas de la época. Equipos que utilizaban formaciones como el 3-5-2 y el 5-3-2 comenzaron a confiar en carrileros que no solo participaban en las tareas defensivas, sino que también se proyectaban hacia adelante para apoyar el ataque. Un ejemplo de esto es el AC Milan de Arrigo Sacchi en los años 80, que aunque principalmente utilizó una formación 4-4-2, influyó en otros entrenadores que adoptaron esquemas con tres defensores centrales y carrileros. En esta misma época, el Torino, bajo la dirección de Emiliano Mondonico, implementó un sistema en el que los carrileros, como Roberto Mussi, desempeñaban un papel clave en el éxito defensivo y ofensivo del equipo. La evolución táctica obligó a los carrileros a desarrollar habilidades tanto defensivas como ofensivas, contribuyendo al equilibrio entre defensa y ataque.
En la década de 1990, equipos como la Juventus de Marcello Lippi utilizaron formaciones 3-5-2 con carrileros como Gianluca Pessotto y Moreno Torricelli, quienes eran esenciales para la funcionalidad del esquema. Estos jugadores cubrían grandes distancias a lo largo de la banda, permitiendo que la formación fuera flexible, adaptándose tanto a las transiciones rápidas en ataque como a la organización defensiva. Asimismo, la Roma de Zdeněk Zeman, famosa por su estilo ofensivo y su sistema 4-3-3, dio paso a la adopción de carrileros en los laterales para equilibrar la táctica, aunque en una formación diferente.
En la era moderna, la posición de carrilero ha alcanzado una sofisticación sin precedentes, siendo un pilar fundamental en muchas de las formaciones tácticas más exitosas del fútbol contemporáneo. Equipos que utilizan sistemas como el 3-4-3 o el 3-5-2 dependen en gran medida de la capacidad de sus carrileros para dominar el espacio a lo largo de la banda, asegurando que el equipo mantenga tanto su solidez defensiva como su capacidad ofensiva. Un ejemplo destacado de la importancia del carrilero en la actualidad es el Chelsea de Antonio Conte durante la temporada 2016-2017 de la Premier League, donde implementó un exitoso sistema 3-4-3 que llevó al equipo a ganar el título. En este esquema, jugadores como Marcos Alonso y Victor Moses se desempeñaron como carrileros. Otro ejemplo contemporáneo es el papel de los carrileros en la Atalanta de Gian Piero Gasperini, cuyo sistema de juego 3-4-1-2 ha destacado en la Serie A italiana. En este esquema, los carrileros como Robin Gosens y Hans Hateboer han sido fundamentales. Analizando la labor de los carrileros en la liga española, encontramos al Atlético de Madrid bajo la dirección de Diego Simeone.

## Características
La posición de carrilero en el fútbol moderno exige un conjunto de características y habilidades muy específicas que combinan aspectos físicos, técnicos y tácticos. La resistencia es una cualidad fundamental para un carrilero, dado que esta posición exige cubrir grandes distancias a lo largo de los 90 minutos de juego. Un carrilero debe ser capaz de recorrer constantemente toda la longitud de la banda, involucrándose tanto en las tareas defensivas como ofensivas, lo que requiere una capacidad de trabajo ininterrumpido. Esta posición también requiere que el jugador tenga la capacidad de desbordar a sus oponentes en el uno contra uno, así como recuperar posiciones rápidamente en defensa tras una incursión ofensiva. La velocidad no solo es útil para ganar duelos individuales, sino también para realizar desmarques y generar peligro en los contragolpes. Un carrilero veloz puede estirar la defensa del equipo contrario, creando espacios para que otros jugadores aprovechen. La precisión en los centros es una de las habilidades más importantes para un carrilero, ya que uno de sus principales roles ofensivos es proporcionar balones al área para que los delanteros los aprovechen. Los carrileros deben ser capaces de ejecutar centros con precisión, ajustándose a la velocidad y dirección del juego. Esto incluye la habilidad para realizar centros en movimiento, bajo presión y desde diferentes ángulos, con la finalidad de crear situaciones de peligro para el equipo contrario. La capacidad de variar los tipos de centros, como centros al ras del suelo o elevados, añade una dimensión adicional al juego del carrilero. La lectura del juego es una habilidad táctica esencial para un carrilero, ya que debe ser capaz de anticipar las jugadas y posicionarse correctamente tanto en defensa como en ataque. Un carrilero con buena lectura del juego sabe cuándo avanzar para apoyar el ataque y cuándo retroceder para reforzar la defensa. Esta capacidad de anticipación le permite interceptar pases, cortar líneas de ataque del adversario y aprovechar los espacios libres para generar oportunidades ofensivas. La lectura del juego también implica entender el ritmo del partido y ajustar su posicionamiento y esfuerzo en consecuencia.

## Jugadores icónicos
Giacinto Facchetti
Giacinto Facchetti es uno de los pioneros de la posición de carrilero, particularmente en la década de 1960. Jugador del Inter de Milán y de la selección italiana, Facchetti redefinió lo que significaba ser un lateral defensivo al combinar sus responsabilidades en la zaga con incursiones ofensivas por la banda izquierda. Bajo la dirección de Helenio Herrera, en el famoso Grande Inter que utilizaba el sistema del Catenaccio.
Cafu
Cafu, lateral derecho brasileño, es otro jugador que marcó un hito en la evolución de los carrileros. Con una carrera que abarcó clubes como el São Paulo, la Roma y el AC Milan, además de su destacado papel en la selección brasileña, Cafu combinó su excepcional capacidad física con habilidades técnicas sobresalientes. Fue un carrilero antes de que la posición se definiera como tal en las formaciones modernas, especialmente en su época con la Roma y el Milan, donde sus constantes subidas por la banda y su contribución en ataque lo hicieron famoso. Cafu es conocido por su participación en tres finales consecutivas de la Copa del Mundo, ganando en 1994 y 2002.
Roberto Carlos
Roberto Carlos, otro brasileño que brilló en el puesto de carrilero, es recordado no solo por su potente pegada sino también por su velocidad y resistencia. Durante su carrera en el Real Madrid, y en la selección brasileña, Roberto Carlos se destacó como un carrilero izquierdo que podía recorrer toda la banda, apoyando tanto en defensa como en ataque. Su capacidad para generar peligro desde largas distancias y sus poderosos centros hicieron de él un modelo a seguir para futuros carrileros.